# Deersville

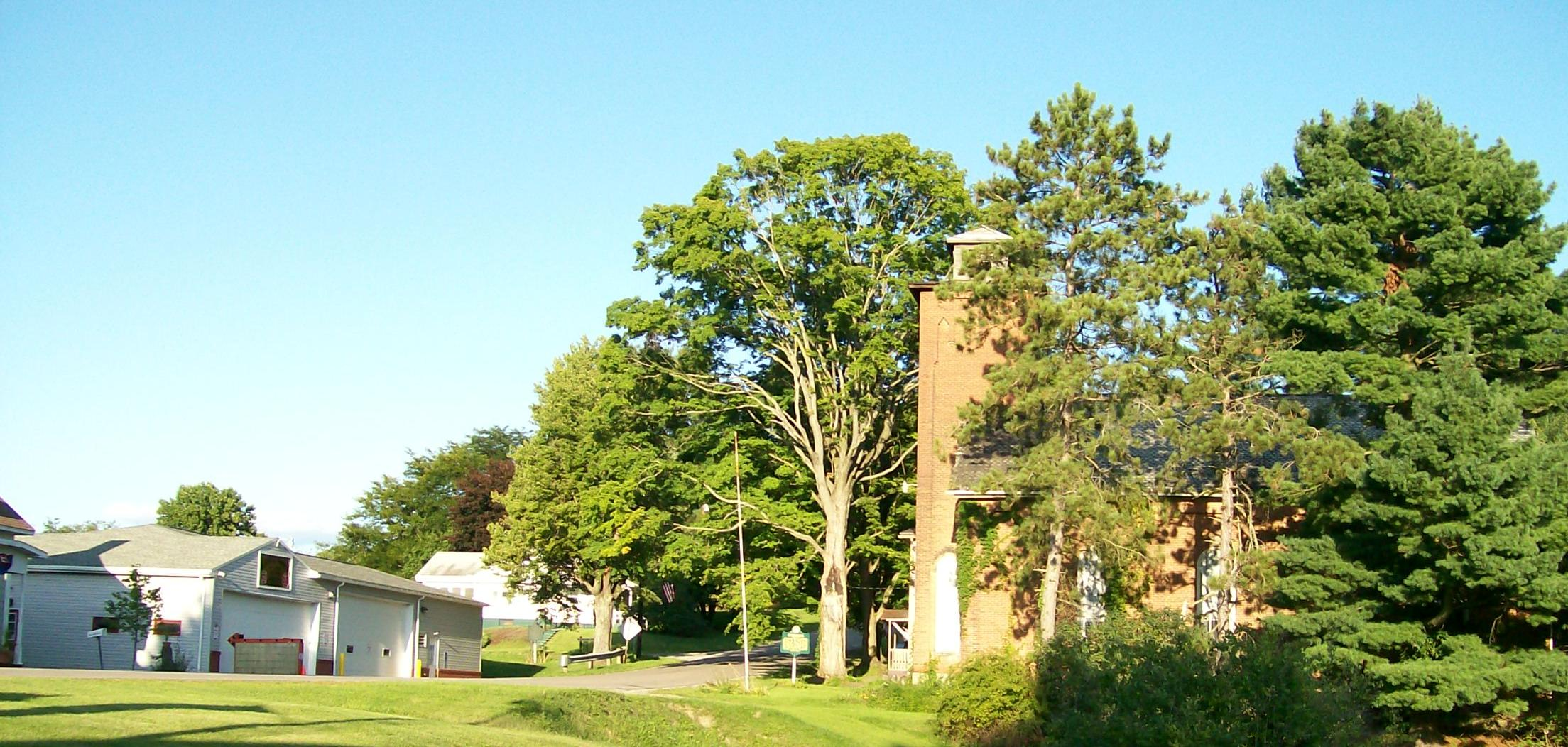
Deersville - Historic District

Deersville – wieś w USA, Hrabstwo Harrison (Ohio) w stanie Ohio, w hrabstwie Harrison. Historyczna część miejscowości Deersville Historic District znajduje się wzdłuż głównej ulicy.
W roku 2010, 16,5% mieszkańców było w wieku poniżej 18 lat, 11,3% było w wieku od 18 do 24 lat, 20,2% miało od 25 do 44 lat, 34,2% miało od 45 do 64 lat, a 17,7% było w wieku 65 lat lub starszych. We wsi było 51,9% mężczyzn i 48,1% kobiet.